# Thrixspermum formosanum
Thrixspermum formosanum là một loài thực vật có hoa trong họ Lan. Loài này được (Hayata) Schltr. miêu tả khoa học đầu tiên năm 1919.